# Saint-Alexandre, Québec
För andra betydelser, se Saint-Alexandre#Kanada.
Saint-Alexandre är en kommun och tätort (centre de population) i provinsen Québec i Kanada. Den ligger i regionen Montérégie, i den sydöstra delen av landet, 200 km öster om huvudstaden Ottawa.